# Haltérophilie aux Jeux olympiques d'été de 2012 - Moins de 94 kg hommes
Navigation
Pékin 2008 Rio de Janeiro 2016
L'épreuve des moins de 94 kg en haltérophilie des Jeux olympiques d'été de 2012 a lieu le 4 août dans le ExCeL de Londres.

## Médaillés
| Or                 | Argent      | Bronze           |
| Saeid Mohammadpour | Kim Min-jae | Tomasz Zieliński |

## Calendrier
Toutes les heures sont en British Summer Time (UTC+1).
| Date               | Heure           | Tour              |
| ------------------ | --------------- | ----------------- |
| Samedi 4 août 2012 | 15 h 30 19 h 00 | Groupe B Groupe A |

## Résultats
| Rang                                | Athlète              | Pays            | Groupe | Poids | Arraché (kg) | Arraché (kg) | Arraché (kg) | Arraché (kg) | Épaulé-jeté (kg) | Épaulé-jeté (kg) | Épaulé-jeté (kg) | Épaulé-jeté (kg) | Total |
| Rang                                | Athlète              | Pays            | Groupe | Poids | 1            | 2            | 3            | Résultat     | 1                | 2                | 3                | Résultat         | Total |
| ----------------------------------- | -------------------- | --------------- | ------ | ----- | ------------ | ------------ | ------------ | ------------ | ---------------- | ---------------- | ---------------- | ---------------- | ----- |
| Médaille d'or, Jeux olympiques      | Saeid Mohammadpour   | Iran            | A      |       | 177          | 180          | 183          | 183          | 219              | 224              | 226              | 219              | 418   |
| Médaille d'argent, Jeux olympiques  | Kim Min-jae          | Corée du Sud    | A      |       | 178          | 182          | 185          | 185          | 210              | 220              | 221              | 210              | 409   |
| Médaille de bronze, Jeux olympiques | Tomasz Zieliński     | Pologne         | B      |       | 167          | 172          | 175          | 175          | 208              | 210              | 215              | 210              | 407   |
| 3                                   | Saeid Mohammadpour   | Iran            | A      |       | 177          | 180          | 183          | 183          | 219              | 224              | 226              | 219              | 402   |
| 4                                   | Kim Min-Jae          | Corée du Sud    | A      |       | 178          | 182          | 185          | 185          | 210              | 220              | 221              | 210              | 395   |
| 5                                   | Tomasz Zielinski     | Pologne         | B      |       | 167          | 172          | 175          | 175          | 208              | 210              | 215              | 210              | 385   |
| 6                                   | Aliaksandr Makaranka | Biélorussie     | B      |       | 165          | 170          | 175          | 175          | 200              | 205              | 209              | 209              | 384   |
| 7                                   | Kostyantyn Piliyev   | Ukraine         | B      |       | 160          | 166          | 166          | 166          | 200              | 206              | 206              | 206              | 372   |
| 8                                   | David Kavelasvili    | Grèce           | B      |       | 165          | 170          | 173          | 170          | 200              | 205              | 205              | 200              | 370   |
| 9                                   | Endri Karina         | Albanie         | B      |       | 155          | 155          | 161          | 155          | 185              | 190              | 195              | 195              | 350   |
| 10                                  | Abbas Al-Qaisoum     | Arabie saoudite | B      |       | 140          | 150          | 155          | 155          | 171              | 180              | 185              | 180              | 335   |
| 11                                  | Peter Kirkbride      | Grande-Bretagne | B      |       | 138          | 142          | 142          | 138          | 180              | 185              | 190              | 190              | 328   |
| 12                                  | David Katoatau       | Kiribati        | B      |       | 135          | 140          | 140          | 140          | 185              | 190              | 190              | 185              | 325   |
| 13                                  | Cristopher Pavón     | Honduras        | B      |       | 130          | 135          | 140          | 140          | 170              | 177              | 180              | 180              | 320   |
| 14                                  | Miika Antti-Roiko    | Finlande        | B      |       | 140          | 140          | 140          | 140          | 180              | 180              | 185              | 180              | 320   |
| 15                                  | Jean Greeff          | Afrique du Sud  | B      |       | 130          | 137          | 141          | 137          | 170              | 175              | 176              | 176              | 317   |
| —                                   | Arsen Kasabijew      | Pologne         | A      |       | 170          | 174          | 174          | 170          | —                | —                | —                | —                | Abd   |
| —                                   | Intiqam Zairov       | Azerbaïdjan     | A      |       | 175          | 175          | 182          |              | 215              | 223              | 225              | DSQ              | 397   |
| —                                   | Almas Uteshov        | Kazakhstan      | A      |       | 167          | 173          | 175          |              | 213              | 220              | 225              | DSQ              | 395   |
| —                                   | Andrey Demanov       | Russie          | A      |       | 175          | 180          | 182          |              | 215              | 225              | 225              | DSQ              | 407   |
| —                                   | Norayr Vardanyan     | Arménie         | A      |       | 170          | 175          | 175          |              | 210              | 216              | 216              | DSQ              | 380   |
| —                                   | Ilya Ilyin           | Kazakhstan      | A      |       | 177          | 182          | 185          |              | 224              | 228              | 233              | DSQ              |       |
| —                                   | Aleksandr Ivanov     | Russie          | A      |       | 180          | 185          | 185          |              | 215              | 224              | 229              | DSQ              |       |
| —                                   | Anatolie Cîrîcu      | Moldavie        | A      |       | 178          | 181          | 181          |              | 215              | 226              | 228              | DSQ              |       |

## Dopage
Les nombreux tests antidopage rétroactifs ont montré que les premiers athlètes de cette catégorie étaient dopés. Les six athlètes arrivé premiers sont donc disqualifiés et le podium est se compose donc des athlètes arrivés originellement septième, huitième et neuvième.